# Чемпіонат України з футболу 2024—2025
Чемпіонат України з футболу 2024—2025 років — 34-й чемпіонат України з футболу.

## Прем'єр-ліга
| М  | Команда          | І  | В  | Н  | П  | РМ    | О  |
| -- | ---------------- | -- | -- | -- | -- | ----- | -- |
|    | «Динамо»         | 30 | 20 | 10 | 0  | 61−19 | 70 |
|    | ФК «Олександрія» | 30 | 20 | 7  | 3  | 46−22 | 67 |
|    | «Шахтар»         | 30 | 18 | 8  | 4  | 69−26 | 62 |
| 4  | «Полісся»        | 30 | 12 | 12 | 6  | 38−28 | 48 |
| 5  | «Кривбас»        | 30 | 13 | 8  | 9  | 34−26 | 47 |
| 6  | «Карпати»        | 30 | 13 | 7  | 10 | 42−36 | 46 |
| 7  | «Зоря»           | 30 | 12 | 4  | 14 | 34−39 | 40 |
| 8  | «Рух»            | 30 | 9  | 11 | 10 | 30−27 | 38 |
| 9  | «Верес»          | 30 | 9  | 9  | 12 | 33−44 | 36 |
| 10 | «Колос»          | 30 | 8  | 12 | 10 | 27−25 | 36 |
| 11 | «Оболонь»        | 30 | 8  | 8  | 14 | 19−43 | 32 |
| 12 | ЛНЗ              | 30 | 7  | 10 | 13 | 25−37 | 31 |
| 13 | «Ворскла»        | 30 | 6  | 9  | 15 | 24−38 | 27 |
| 14 | «Лівий берег»    | 30 | 7  | 5  | 18 | 18−39 | 26 |
| 15 | «Інгулець»       | 30 | 5  | 9  | 16 | 21−47 | 24 |
| 16 | «Чорноморець»    | 30 | 6  | 5  | 19 | 20−45 | 23 |

Позначення:

## Перехідні матчі за право виступати в Прем'єр-лізі
За підсумками сезону команди, які посіли 13-те та 14-те місця в Прем'єр-лізі, грають перехідні матчі за право виступати у Прем’єр-лізі проти команд, які посіли відповідно четверте та третє місця в першій лізі. Жеребкування послідовності проведення матчів відбулося 23 травня 2025 року.
| 29 травня 2025 15:30 +19 °C |

| ФК «Кудрівка» | 1:2      | «Ворскла»             |
| ------------- | -------- | --------------------- |
| Козак 83'     | Протокол | Ндукве 23' Павлюк 39' |

| «Оболонь-Арена», Київ Глядачів: 1100 Арбітр: Дмитро Панчишин (Харків) |

| 1 червня 2025 13:00 +24 °C |

| «Ворскла»                                        | 0:1      | ФК «Кудрівка»                                                  |
| ------------------------------------------------ | -------- | -------------------------------------------------------------- |
|                                                  | Протокол | Литовченко 9'                                                  |
|                                                  | Пенальті |                                                                |
| - Ндукве - Малиш - Ієде - Кане - Салабай - Скляр | 3:4      | - Тузенко - Сторчоус - Шершень - Потімков - Сердюк - Лєгостаєв |

| «Ворскла» ім. Олексія Бутовського, Полтава Глядачів: 2204 Арбітр: Микола Балакін (Київська область) |

ФК «Кудрівка» переміг в серії пенальті (2:2 за сумою двох матчів, 4:3 за пенальті) та вийшов до Прем’єр-ліги, «Ворскла» вибула до першої ліги.
| 29 травня 2025 18:00 +19 °C |

| «Лівий берег» | 0:1      | «Металіст 1925» |
| ------------- | -------- | --------------- |
|               | Протокол | Моура 38'       |

| Арена «Лівий берег», Млиново Глядачів: 1167 Арбітр: Віктор Копієвський (Кропивницький) |

| 1 червня 2025 15:30 +22 °C |

| «Металіст 1925» | 1:0      | «Лівий берег» |
| --------------- | -------- | ------------- |
| Калітвінцев 90' | Протокол |               |

| Арена «Лівий берег», Млиново Глядачів: 1800 Арбітр: Віталій Романов (Дніпро) |

«Металіст 1925» переміг 2:0 за сумою двох матчів та вийшов до Прем’єр-ліги, «Лівий берег» вибув до першої ліги.

## Перша ліга
| М | Команда       | І  | В | Н | П | РМ    | О  |
| - | ------------- | -- | - | - | - | ----- | -- |
| 1 | «Епіцентр»    | 14 | 8 | 5 | 1 | 21−7  | 29 |
| 2 | «Агробізнес»  | 14 | 9 | 1 | 4 | 16−13 | 28 |
| 3 | «Металіст»    | 14 | 6 | 4 | 4 | 20−11 | 22 |
| 4 | «Буковина»    | 14 | 5 | 5 | 4 | 11−11 | 20 |
| 5 | «Нива»        | 14 | 4 | 4 | 6 | 13−17 | 16 |
| 6 | ФК «Минай»    | 14 | 4 | 4 | 6 | 12−20 | 16 |
| 7 | «Прикарпаття» | 14 | 3 | 4 | 7 | 14−18 | 13 |
| 8 | «Поділля»     | 14 | 1 | 5 | 8 | 9−19  | 8  |
| — | ФК «Хуст»     | —  | — | — | — | —     | —  |

| М | Команда         | І  | В | Н | П  | РМ    | О  |
| - | --------------- | -- | - | - | -- | ----- | -- |
| 1 | ФК «Кудрівка»   | 16 | 9 | 4 | 3  | 22−12 | 31 |
| 2 | «Металіст 1925» | 16 | 8 | 5 | 3  | 21−10 | 29 |
| 3 | СК «Полтава»    | 16 | 8 | 5 | 3  | 24−14 | 29 |
| 4 | ЮКСА            | 16 | 8 | 4 | 4  | 31−21 | 28 |
| 5 | «Вікторія»      | 16 | 6 | 5 | 5  | 23−12 | 23 |
| 6 | ФСК «Маріуполь» | 16 | 5 | 3 | 8  | 17−23 | 18 |
| 7 | МФК «Металург»  | 16 | 4 | 5 | 7  | 15−22 | 17 |
| 8 | «Діназ»         | 16 | 3 | 4 | 9  | 12−28 | 13 |
| 9 | «Кремінь»       | 16 | 2 | 3 | 11 | 9−32  | 9  |

ФК «Хуст» виключено зі змагань згідно з постановою Центральної ради ПФЛ № 16 від 9 вересня 2024 року, результати матчів за участю команди анульовані.
Позначення:
| М | Команда         | І  | В  | Н | П | РМ    | О  |
| - | --------------- | -- | -- | - | - | ----- | -- |
|   | «Епіцентр»      | 22 | 16 | 5 | 1 | 39−15 | 53 |
|   | СК «Полтава»    | 22 | 12 | 5 | 5 | 31−19 | 41 |
|   | «Металіст 1925» | 22 | 10 | 6 | 6 | 29−20 | 36 |
| 4 | ФК «Кудрівка»   | 22 | 10 | 5 | 7 | 25−18 | 35 |
| 5 | «Агробізнес»    | 22 | 10 | 3 | 9 | 19−26 | 33 |
| 6 | «Металіст»      | 22 | 8  | 7 | 7 | 29−21 | 31 |
| 7 | «Буковина»      | 22 | 8  | 6 | 8 | 20−20 | 30 |
| 8 | ЮКСА            | 22 | 7  | 6 | 9 | 33−35 | 27 |

| М  | Команда            | І  | В | Н | П  | РМ    | О  |
| -- | ------------------ | -- | - | - | -- | ----- | -- |
| 9  | «Вікторія»         | 24 | 9 | 9 | 6  | 32−17 | 36 |
| 10 | «Прикарпаття»      | 24 | 8 | 8 | 8  | 32−28 | 32 |
| 11 | «Нива»             | 24 | 8 | 8 | 8  | 28−27 | 32 |
| 12 | ФК «Минай»         | 24 | 8 | 6 | 10 | 26−30 | 30 |
| 13 | «Фенікс-Маріуполь» | 24 | 8 | 4 | 12 | 26−34 | 28 |
| 14 | МФК «Металург»     | 24 | 6 | 8 | 10 | 24−35 | 26 |
| 15 | «Поділля»          | 24 | 5 | 9 | 10 | 22−28 | 24 |
| 16 | «Діназ»            | 24 | 3 | 8 | 13 | 19−46 | 17 |
| 17 | «Кремінь»          | 24 | 3 | 5 | 16 | 14−45 | 14 |

## Перехідні матчі за право виступати в першій лізі
За підсумками сезону команди, які посіли 14-те та 15-те місця в першій лізі, грають перехідні матчі за право виступати у першій лізі проти команд, які посіли відповідно третє та друге місця у другій лізі. Жеребкування послідовності проведення матчів відбулося 6 травня 2025 року.
| 8 червня 2025 13:00 +31 °C |

| ФК «Чернігів»                                     | 3:0      | МФК «Металург» |
| ------------------------------------------------- | -------- | -------------- |
| Шалфєєв 15' Безгубченко 43' Романченко 81' (пен.) | Протокол |                |

| «Чернігів-Арена», Чернігів Глядачів: 0 Арбітр: Максим Фірсов (Рівне) |

| 12 червня 2025 12:00 +25 °C |

| МФК «Металург» | 0:2      | ФК «Чернігів»         |
| -------------- | -------- | --------------------- |
|                | Протокол | Койдан 63' Шумило 84' |

| «Славутич-Арена», Запоріжжя Глядачів: 0 Арбітр: Євгеній Цибулько (Черкаси) |

ФК «Чернігів» переміг 5:0 за сумою двох матчів та вийшов до першої ліги, МФК «Металург» вибув до другої ліги.
Перед початком наступного сезону через те, що ФК «Минай» знявся зі змагань у першій лізі, МФК «Металург» зберіг місце у першій лізі.
| 4 червня 2025 12:00 +23 °C |

| «Колос-2» | 0:2      | «Поділля»             |
| --------- | -------- | --------------------- |
|           | Протокол | Балан 19' Шкіндер 48' |

| «Ювілейний», Буча Глядачів: 0 Арбітр: Ігор Сташук (Чернігів) |

| 8 червня 2025 12:00 +32 °C |

| «Поділля»      | 1:0      | «Колос-2» |
| -------------- | -------- | --------- |
| Веремієнко 58' | Протокол |           |

| «Поділля», Хмельницький Глядачів: 650 Арбітр: Олег Когут (Тернопіль) |

«Поділля» перемогло 3:0 за сумою двох матчів та зберегло місце в першій лізі, а «Колос-2» — у другій.

## Друга ліга
| М  | Команда         | І  | В  | Н | П  | РМ    | О  |
| -- | --------------- | -- | -- | - | -- | ----- | -- |
| 1  | «Пробій»        | 18 | 13 | 2 | 3  | 42−15 | 41 |
| 2  | «Рух-2»         | 18 | 10 | 3 | 5  | 29−19 | 33 |
| 3  | «Скала 1911»    | 18 | 10 | 3 | 5  | 31−18 | 33 |
| 4  | «Куликів-Білка» | 18 | 9  | 4 | 5  | 27−17 | 31 |
| 5  | «Полісся-2»     | 18 | 9  | 2 | 7  | 33−21 | 29 |
| 6  | ФК «Ужгород»    | 18 | 7  | 5 | 6  | 26−25 | 26 |
| 7  | СК «Вільхівці»  | 18 | 5  | 4 | 9  | 20−29 | 19 |
| 8  | «Самбір-Нива-2» | 18 | 5  | 3 | 10 | 15−30 | 18 |
| 9  | «Ревера 1908»   | 18 | 3  | 5 | 10 | 15−33 | 14 |
| 10 | «Реал Фарма»    | 18 | 2  | 3 | 13 | 9−40  | 9  |

| М  | Команда           | І  | В  | Н | П  | РМ    | О  |
| -- | ----------------- | -- | -- | - | -- | ----- | -- |
| 1  | «Колос-2»         | 18 | 12 | 3 | 3  | 30−14 | 39 |
| 2  | ФК «Чернігів»     | 18 | 11 | 5 | 2  | 30−8  | 38 |
| 3  | «Локомотив»       | 18 | 9  | 3 | 6  | 22−21 | 30 |
| 4  | «Олександрія-2»   | 18 | 7  | 7 | 4  | 30−19 | 28 |
| 5  | «Гірник-Спорт»    | 18 | 8  | 2 | 8  | 19−20 | 26 |
| 6  | ФК «Тростянець»   | 18 | 5  | 7 | 6  | 20−16 | 22 |
| 7  | «Чайка»           | 18 | 4  | 7 | 7  | 15−21 | 19 |
| 8  | «Металіст 1925-2» | 18 | 5  | 3 | 10 | 23−39 | 18 |
| 9  | «Нива»            | 18 | 5  | 1 | 12 | 14−26 | 16 |
| 10 | «Ворскла-2»       | 18 | 3  | 4 | 11 | 15−34 | 13 |

### Матчі за перше місце
Відповідно до регламенту змагань для визначення чемпіона другої ліги проводиться двоматчеве протистояння між командами, які посіли перші місця у групах А та Б. Жеребкування послідовності проведення матчів відбулося 30 квітня 2025 року.
Команда, яка посяде підсумкове перше місце, напряму переходить до першої ліги. Команда, що посяде підсумкове друге місце, гратиме перехідні матчі з командою, що посіла 15-те в першій лізі, за право виступати в першій лізі наступного сезону. 
| 23 травня 2025 14:00 +23 °C |

| «Колос-2» | 0:1      | «Пробій»  |
| --------- | -------- | --------- |
|           | Протокол | Харук 38' |

| «Колос», Ковалівка Глядачів: 228 Арбітр: Артем Артеменко (Миколаїв) |

| 30 травня 2025 13:30 +20 °C |

| «Пробій»                                             | 2:3      | «Колос-2»                                         |
| ---------------------------------------------------- | -------- | ------------------------------------------------- |
| Сокол 37' (аг) Оринчак 64'                           | Протокол | Головкін 73' Колесник 83' Шевчук 90+2'            |
|                                                      | Пенальті |                                                   |
| - Білий - Феліпович - Сондей - Радульський - Оринчак | 4:3      | - Головкін - Помазан - Колесник - Канаєв - Недоля |

| «Пробій-Арена», Городенка Глядачів: 0 Арбітр: Степан Лапко (Львів) |

### Матчі за третє місце
Відповідно до регламенту змагань для визначення бронзового призера другої ліги проводиться двоматчеве протистояння між командами, які посіли другі місця у групах А та Б. Жеребкування послідовності проведення матчів відбулося 30 квітня 2025 року.
Команда, яка посяде підсумкове третє місце, гратиме перехідні матчі з командою, що посіла 14-те місце в першій лізі, за право виступати в першій лізі наступного сезону.
В цьому протистоянні мали грати команди «Рух-2» та ФК «Чернігів». 17 травня 2025 року «Рух-2» знявся зі змагань до моменту проведення першого матчу. 21 травня 2025 року Центральна рада ПФЛ ухвалила постанову про визнання цих матчів такими, що не відбулися. 22 травня 2025 року Виконком УАФ ухвалив рішення провести матч за право участі в матчах за третє місце другої ліги між командами, які посіли треті місця в групах А та Б («Скала 1911» та «Локомотив»), що відбудеться на нейтральному полі.
| 26 травня 2025 13:00 +16 °C |

| «Локомотив»  | 1:4      | «Скала 1911»                                   |
| ------------ | -------- | ---------------------------------------------- |
| Романчук 51' | Протокол | Сагайдак 7' Лісовик 12' Гора 26' Кравченко 76' |

| «Колос», Бориспіль Глядачів: 0 Арбітр: Дмитро Осауленко (Полтава) |

| 30 травня 2025 12:00 +22 °C |

| ФК «Чернігів»                      | 3:2      | «Скала 1911»     |
| ---------------------------------- | -------- | ---------------- |
| Порохня 21' Койдан 31' Кулик 90+4' | Протокол | Лісовик 56', 88' |

| «Чернігів-Арена», Чернігів Глядачів: 180 Арбітр: Анатолій Ухов (Кривий Ріг) |

| 4 червня 2025 13:00 +26 °C |

| «Скала 1911» | 0:1      | ФК «Чернігів» |
| ------------ | -------- | ------------- |
|              | Протокол | Новіков 8'    |

| «Сокіл», Стрий Глядачів: 0 Арбітр: Андрій Зайцев (Донецька область) |